# British Academy Film Award du meilleur scénario original

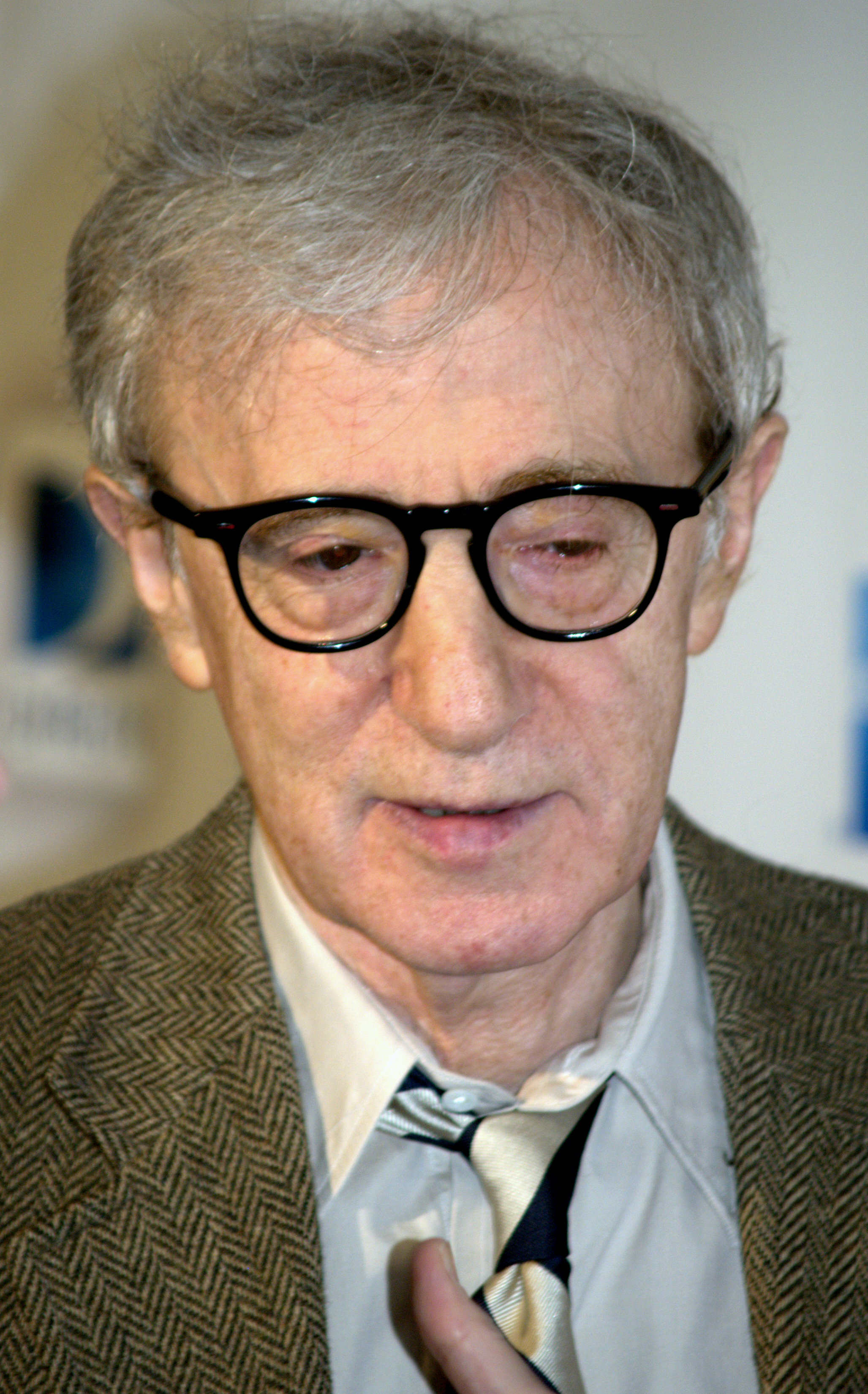
Woody Allen en 2009.

Le British Academy Film Award du meilleur scénario original (British Academy Film Award for Best Original Screenplay) est une récompense cinématographique britannique décernée depuis 1984 par la British Academy of Film and Television Arts (BAFTA) lors de la cérémonie annuelle des British Academy Film Awards.
Elle résulte de la division en 1984 du British Academy Film Award du meilleur scénario en deux catégories : Meilleur scénario original et Meilleur scénario adapté.

## Palmarès
Note : les gagnants sont indiqués en gras. Les années indiquées sont celles au cours desquelles la cérémonie a eu lieu, soit l'année suivant leur sortie en salles (au Royaume-Uni).
Le symbole ♕ rappelle le gagnant et ♙ une nomination à l'Oscar du meilleur scénario original la même année.

### Années 1980
- 1984 : La Valse des pantins – Paul D. Zimmerman
  - Local Hero – Bill Forsyth
  - Un fauteuil pour deux (Trading Places) – Timothy Harris et Herschel Weingrod
  - Zelig – Woody Allen

- 1985 : Broadway Danny Rose – Woody Allen ♙
  - Porc royal (A Private Function) – Alan Bennett
  - Joie et Réconfort – Bill Forsyth
  - Les Copains d'abord (The Big Chill) – Lawrence Kasdan et Barbara Benedek ♙

- 1986 : La Rose pourpre du Caire (The Purple Rose of Cairo) – Woody Allen ♙
  - Retour vers le futur (Back to the Future) – Robert Zemeckis et Bob Gale ♙
  - My Beautiful Laundrette – Hanif Kureishi ♙
  - Witness – Earl W. Wallace et William D. Kelley ♕

- 1987 : Hannah et ses sœurs (Hannah and Her Sisters) – Woody Allen ♕
  - Crocodile Dundee – Paul Hogan, Ken Shadie et John Cornell ♙
  - Mona Lisa – Neil Jordan et David Leland
  - Mission (The Mission) – Robert Bolt

- 1988 : Wish You Were Here – David Leland
  - Hope and Glory (Hope and Glory) – John Boorman ♙
  - Personal Services – David Leland
  - Radio Days – Woody Allen ♙

- 1989 : Un monde à part (A World Apart) – Shawn Slovo
  - Un poisson nommé Wanda (A Fish Called Wanda) – John Cleese ♙
  - Au revoir les enfants – Louis Malle ♙
  - Éclair de lune (Moonstruck) – John Patrick Shanley ♙

### Années 1990
- 1990 : Quand Harry rencontre Sally (When Harry Met Sally…) – Nora Ephron ♙
  - Le Cercle des poètes disparus (Dead Poets Society) – Tom Schulman ♕
  - Rain Man – Ronald Bass et Barry Morrow ♕
  - Sexe, Mensonges et Vidéo (Sex, Lies, and Videotape) – Steven Soderbergh ♙

- 1991 : Cinema Paradiso (Nuovo cinema Paradiso) – Giuseppe Tornatore
  - Crimes et délits (Crimes and Misdemeanors) – Woody Allen
  - Ghost – Bruce Joel Rubin ♕
  - Pretty Woman – J. F. Lawton (en)

- 1992 : Truly Madly Deeply – Anthony Minghella
  - Green Card – Peter Weir ♙
  - Le Roi Pêcheur (The Fisher King) – Richard LaGravenese ♙
  - Thelma et Louise (Thelma & Louise) – Callie Khouri ♕

- 1993 : Maris et Femmes (Husbands and Wives) – Woody Allen ♙
  - Hear My Song – Peter Chelsom et Adrian Dunbar
  - The Crying Game – Neil Jordan ♕
  - Impitoyable (Unforgiven) – David Webb Peoples ♙

- 1994 : Un jour sans fin (Groundhog Day) – Danny Rubin et Harold Ramis
  - Dans la ligne de mire (In the Line of Fire) – Jeff Maguire ♙
  - Nuits blanches à Seattle (Sleepless in Seattle) – Nora Ephron, David S. Ward et Jeff Arch ♙
  - La Leçon de piano (The Piano) – Jane Campion ♕

- 1995 : Pulp Fiction – Quentin Tarantino et Roger Avary ♕
  - Quatre mariages et un enterrement (Four Weddings and a Funeral) – Richard Curtis ♙
  - Philadelphia – Ron Nyswaner ♙
  - Priscilla, folle du désert (The Adventures of Priscilla, Queen of the Desert) – Stephan Elliott

- 1996 : Usual Suspects (The Usual Suspects) – Christopher McQuarrie ♕
  - Coups de feu sur Broadway (Bullets Over Broadway) – Woody Allen et Douglas McGrath ♙
  - Muriel (Muriel's Wedding) – Paul John Hogan
  - Seven – Andrew Kevin Walker

- 1997 : Secrets et Mensonges (Secrets & Lies) – Mike Leigh ♙
  - Les Virtuoses (Brassed Off) – Mark Herman
  - Fargo – Joel et Ethan Coen ♕
  - Lone Star – John Sayles ♙
  - Shine – Jan Sardi ♙

- 1998 : Ne pas avaler (Nil by Mouth) – Gary Oldman
  - Boogie Nights – Paul Thomas Anderson ♙
  - La Dame de Windsor (Mrs. Brown) – Jeremy Brock
  - The Full Monty - Le Grand Jeu (The Full Monty) – Simon Beaufoy ♙

- 1999 : The Truman Show – Andrew Niccol ♙
  - Elizabeth – Michael Hirst
  - La vie est belle (La vita è bella) – Jeremy Brock ♙
  - Shakespeare in Love – Marc Norman et Tom Stoppard ♕

### Années 2000
- 2000 : Dans la peau de John Malkovich (Being John Malkovich) – Charlie Kaufman ♙
  - American Beauty – Alan Ball ♕
  - Sixième Sens (The Sixth Sense) – M. Night Shyamalan ♙
  - Tout sur ma mère (Todo sobre mi madre) – Pedro Almodóvar
  - Topsy-Turvy – Mike Leigh ♙

- 2001 : Presque célèbre (Almost Famous) – Cameron Crowe ♕
  - Billy Elliot – Lee Hall ♙
  - Erin Brockovich, seule contre tous (Erin Brockovich) – Susannah Grant ♙
  - Gladiator – David Franzoni, John Logan et William Nicholson ♙
  - O'Brother (O Brother, Where Art Thou?) – Joel et Ethan Coen ♙

- 2002 : Le Fabuleux Destin d'Amélie Poulain – Guillaume Laurant et Jean-Pierre Jeunet ♙
  - Gosford Park – Julian Fellowes ♕
  - Moulin Rouge (Moulin Rouge!) – Baz Luhrmann et Craig Pearce
  - Les Autres (The Others) – Alejandro Amenábar
  - La Famille Tenenbaum (The Royal Tenenbaums) – Wes Anderson et Owen Wilson ♙

- 2003 : Parle avec elle (Hable con ella) – Pedro Almodóvar ♕
  - Dirty Pretty Things – Steven Knight ♙
  - Gangs of New York – Jay Cocks, Steven Zaillian et Kenneth Lonergan ♙
  - The Magdalene Sisters – Peter Mullan
  - Y tu mamá también – Carlos Cuarón et Alfonso Cuarón ♙

- 2004 : The Station Agent – Thomas McCarthy
  - 21 Grammes (21 Grams) – Guillermo Arriaga
  - Le Monde de Nemo (Finding Nemo) – Andrew Stanton, Bob Peterson et David Reynolds ♙
  - Les Invasions barbares – Denys Arcand ♙
  - Lost in Translation – Sofia Coppola ♕

- 2005 : Eternal Sunshine of the Spotless Mind – Charlie Kaufman ♕
  - Collatéral (Collateral) – Stuart Beattie
  - Ray – James L. White
  - Aviator (The Aviator) – John Logan ♙
  - Vera Drake – Mike Leigh ♙

- 2006 : Collision (Crash) – Paul Haggis et Robert Moresco ♕
  - De l'ombre à la lumière (Cinderella Man) – Cliff Hollingsworth et Akiva Goldsman
  - Good Night and Good Luck (Good Night, and Good Luck.) – George Clooney et Grant Heslov ♙
  - Hotel Rwanda – Keir Pearson, Terry George ♙
  - Madame Henderson présente (Mrs Henderson Presents) – Martin Sherman

- 2007 : Little Miss Sunshine – Michael Arndt ♕
  - Babel – Guillermo Arriaga ♙
  - Le Labyrinthe de Pan (El laberinto del fauno) – Guillermo del Toro ♙
  - The Queen – Peter Morgan ♙
  - Vol 93 (United 93) – Paul Greengrass

- 2008 : Juno – Diablo Cody ♕
  - American Gangster – Steven Zaillian
  - La Vie des autres (Das Leben der Anderen) – Florian Henckel von Donnersmarck
  - Michael Clayton – Tony Gilroy ♙
  - This is England – Shane Meadows

- 2009 : Bons baisers de Bruges (In Bruges) – Martin McDonagh ♙
  - Burn After Reading – Joel et Ethan Coen
  - L'Échange (Changeling) – Joseph Michael Straczynski
  - Il y a longtemps que je t'aime – Philippe Claudel
  - Harvey Milk (Milk) – Dustin Lance Black ♕

### Années 2010
- 2010 : Démineurs (The Hurt Locker) – Mark Boal ♕
  - Very Bad Trip (The Hangover) – Jon Lucas et Scott Moore (en)
  - Inglourious Basterds – Quentin Tarantino ♙
  - A Serious Man – Joel et Ethan Coen ♙
  - Là-haut (Up) – Pete Docter et Bob Peterson ♙

- 2011 : Le Discours d'un roi (The King's Speech) – David Seidler ♕
  - Black Swan – Mark Heyman, Andrés Heinz et John McLaughlin
  - Fighter (The Fighter) – Scott Silver, Paul Tamasy et Eric Johnson ♙
  - Inception – Christopher Nolan ♙
  - Tout va bien, The Kids Are All Right (The Kids Are All Right) – Lisa Cholodenko et Stuart Blumberg ♙

- 2012 : The Artist – Michel Hazanavicius ♙
  - La Dame de fer (The Iron Lady) – Abi Morgan
  - L'Irlandais (The Guard) – John Michael McDonagh
  - Mes meilleures amies (Bridesmaids) – Annie Mumolo et Kristen Wiig
  - Minuit à Paris (Midnight in Paris) – Woody Allen ♕

- 2013 : Django Unchained – Quentin Tarantino ♕
  - Amour – Michael Haneke ♙
  - The Master – Paul Thomas Anderson
  - Moonrise Kingdom – Wes Anderson et Roman Coppola ♙
  - Zero Dark Thirty – Mark Boal ♙

- 2014 : American Bluff (American Hustle) – David O. Russell et Eric Warren Singer ♙
  - Blue Jasmine – Woody Allen ♙
  - Gravity – Alfonso Cuarón et Jonás Cuarón
  - Inside Llewyn Davis – Joel et Ethan Coen
  - Nebraska – Bob Nelson ♙

- 2015 : The Grand Budapest Hotel – Wes Anderson et Hugo Guinness ♙
  - Birdman – Alejandro González Iñárritu, Nicolás Giacobone, Alexander Dinelaris et Armando Bo ♕
  - Boyhood – Richard Linklater♙
  - Night Call (Nightcrawler) – Dan Gilroy ♙
  - Whiplash – Damien Chazelle

- 2016 : Spotlight – Tom McCarthy et Josh Singer ♕
  - Ex machina – Alex Garland ♙
  - Les Huit Salopards (The Hateful Eight) – Quentin Tarantino
  - Le Pont des espions (Bridge of Spies) – Matt Charman, Joel et Ethan Coen ♙
  - Vice-versa (Inside Out) – Pete Docter, Meg LeFauve et Josh Cooley ♙

- 2017 : Manchester by the Sea – Kenneth Lonergan ♕
  - Comancheria (Hell or High Water) – Taylor Sheridan ♙
  - Moi, Daniel Blake (I, Daniel Blake) – Paul Laverty
  - La La Land – Damien Chazelle ♙
  - Moonlight – Barry Jenkins

- 2018 : Three Billboards : Les Panneaux de la vengeance (Three Billboards Outside Ebbing, Missouri) – Martin McDonagh ♙
  - Get Out – Jordan Peele ♕
  - Moi, Tonya (I, Tonya) – Steven Rogers
  - Lady Bird – Greta Gerwig ♙
  - La Forme de l'eau (The Shape of Water) – Guillermo del Toro et Vanessa Taylor ♙

- 2019 : La Favorite – Deborah Davis et Tony McNamara
  - Cold War – Janusz Głowacki et Paweł Pawlikowski
  - Green Book : Sur les routes du sud – Brian Hayes  Currie, Peter Farrelly et Nick Vallelonga
  - Roma – Alfonso Cuarón
  - Vice – Adam McKay

### Années 2020
- 2020 : Parasite - Han Jin-won et Bong Joon-ho
  - À couteaux tirés - Rian Johnson
  - Booksmart -  Susanna Fogel, Emily Halpern, Sarah Haskins et Katie Silberman
  - Marriage Story - Noah Baumbach
  - Once Upon a Time… in Hollywood - Quentin Tarantino

- 2021 : Promising Young Woman - Emerald Fennell
  - Drunk - Tobias Lindholm et Thomas Vinterberg
  - Mank - Jack Fincher
  - Rocks - Theresa Ikoko et Claire Wilson
  - Les Sept de Chicago - Aaron Sorkin

- 2022 : Licorice Pizza – Paul Thomas Anderson
  - Being the Ricardos – Aaron Sorkin
  - Belfast – Kenneth Branagh
  - Don't Look Up : Déni cosmique (Don't Look Up) – Adam McKay
  - La Méthode Williams (King Richard) – Zach Baylin

- 2023 : Les Banshees d'Inisherin – Martin McDonagh
  - Everything Everywhere All at Once – Les Daniels
  - The Fabelmans – Tony Kushner et Steven Spielberg
  - Tár – Todd Field
  - Sans filtre (Triangle of Sadness) – Ruben Östlund

- 2024 : Anatomie d'une chute - Justine Triet et Arthur Harari
  - Barbie - Greta Gerwig et Noah Baumbach
  - Winter Break - David Hemingson (en)
  - Maestro - Bradley Cooper et Josh Singer
  - Past Lives - Nos vies d'avant - Celine Song

- 2025 : A Real Pain – Jesse Eisenberg
  - Anora – Sean Baker
  - The Brutalist – Brady Corbet et Mona Fastvold
  - Kneecap – Rich Peppiatt, Naoise Ó Cairealláin, Liam Óg Ó Hannaidh, JJ Ó Dochartaigh –
  - The Substance – Coralie Fargeat